# Palazzo De Liguoro
Il palazzo De Liguoro è un edificio monumentale di Napoli, ubicato in via Oronzio Costa, al numero 5.
Il palazzo ha origini cinquecentesche, ma è stato completamente trasformato nella seconda metà del XX secolo in un moderno condominio. Il restauro novecentesco ha cancellato quasi la totalità delle decorazioni originarie al di fuori di pochi elementi.
Il portale in piperno è coevo alla fondazione dell'immobile: è caratterizzato dalla presenza di eleganti semicolonne corinzie scanalate che poggiano su piedistalli; la composizione è conclusa dalla trabezione che chiude l'arco a tutto sesto dell'ingresso. Nel cortile c'è un loggiato cinquecentesco.

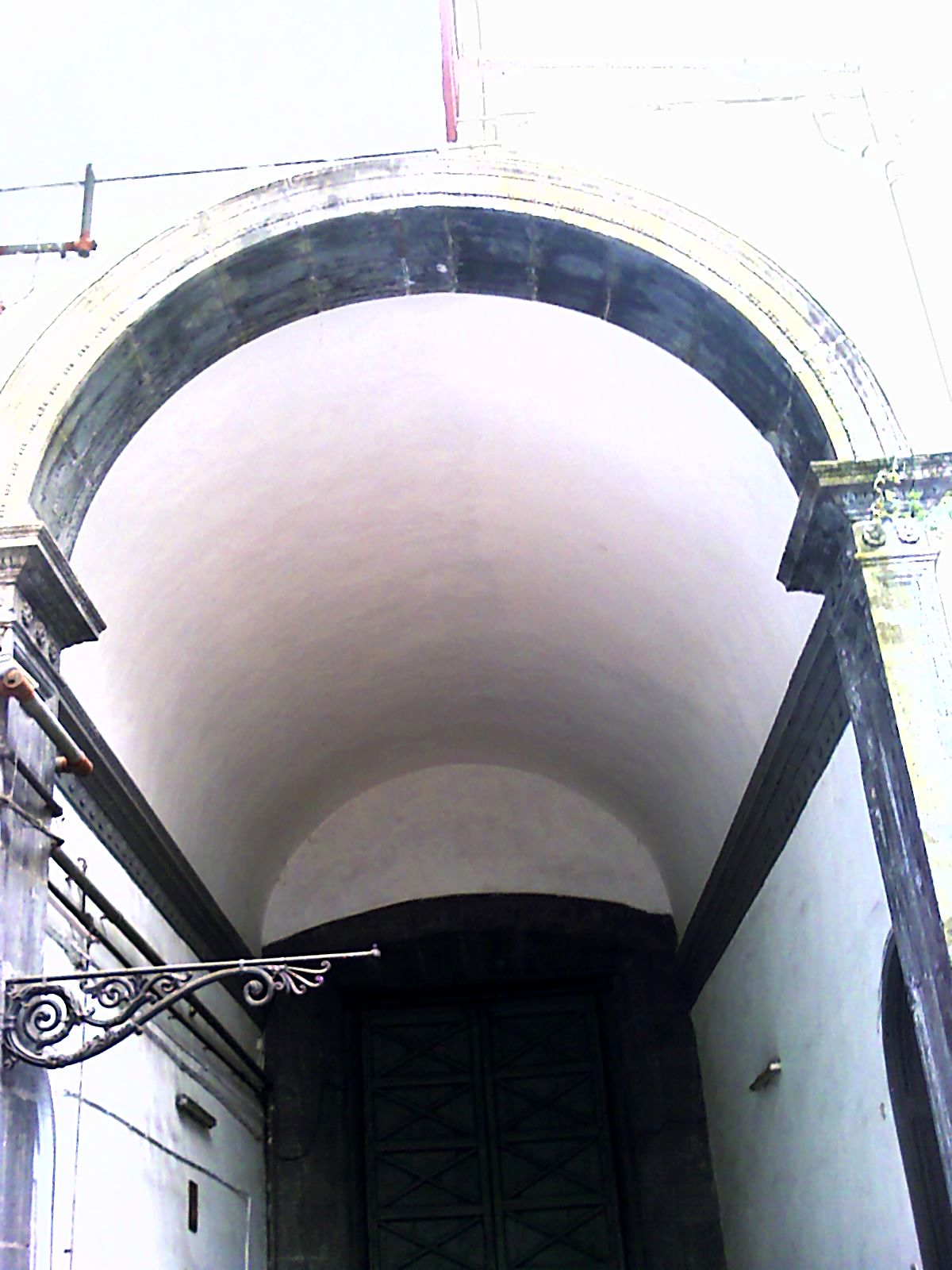
Atrio ed elementi rinascimentali
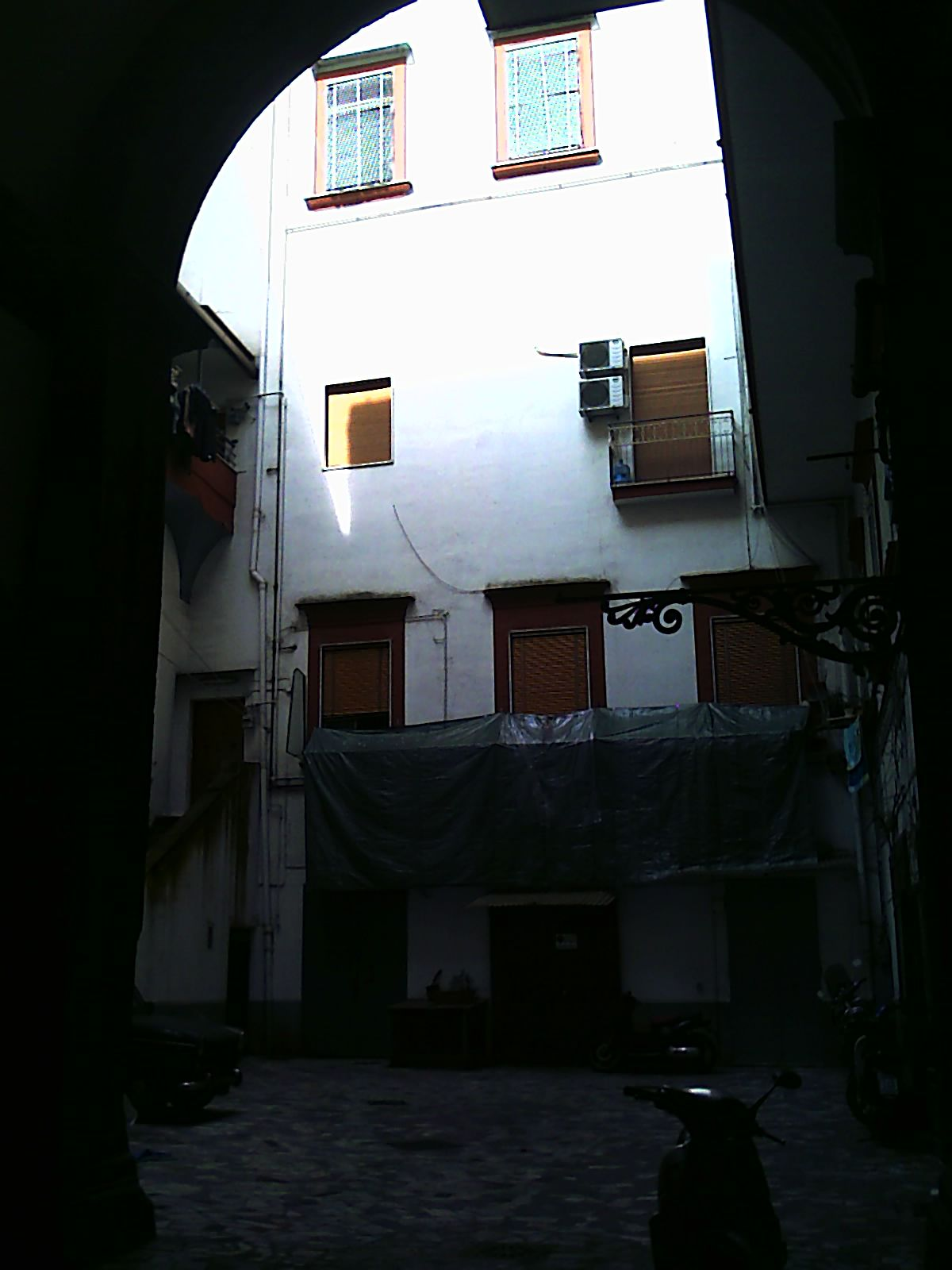
Cortile e loggia (sinistra)